# Eliminatoria al Campeonato Sub-17 de la AFC de 2004
La Eliminatoria al Campeonato Sub-17 de la AFC de 2004 contó con la participación de 41 selecciones infantiles de Asia, las cuales disputaron 15 plazas para la fase final del torneo a disputarse en Japón junto al país anfitrión.

## Grupo 1
| Equipo 1 | Agr. | Equipo 2 | Ida | Vuelta |
| -------- | ---- | -------- | --- | ------ |
| Kuwait   | 4-3  | Jordania | 2-1 | 2-2    |

## Grupo 2
Ambos juegos se hicieron en Omán.
| Equipo 1  | Agr. | Equipo 2 | Ida | Vuelta |
| --------- | ---- | -------- | --- | ------ |
| Palestina | 0-10 | Omán     | 0-5 | 0-5    |

## Grupo 3
Los partidos se jugaron en Arabia Saudita del 11 al 15 de octubre de 2003.
| País           | Pts | J | G | E | P | GF | GC |
| -------------- | --- | - | - | - | - | -- | -- |
| Irak           | 6   | 2 | 2 | 0 | 0 | 5  | 2  |
| UAE            | 3   | 2 | 1 | 0 | 1 | 3  | 4  |
| Arabia Saudita | 0   | 2 | 0 | 0 | 2 | 0  | 2  |

| UAE | 2 - 4 | Irak |

| Irak | 1 - 0 | Arabia Saudita |

| Arabia Saudita | 0 - 1 | UAE |

## Grupo 4
Los partidos se jugaron en Qatar del 11 al 15 de octubre del 2003.
| País   | Pts | J | G | E | P | GF | GC |
| ------ | --- | - | - | - | - | -- | -- |
| Catar  | 6   | 2 | 2 | 0 | 0 | 13 | 1  |
| Baréin | 3   | 2 | 1 | 0 | 1 | 2  | 4  |
| Líbano | 0   | 2 | 0 | 0 | 2 | 0  | 10 |

| Baréin | 1 - 0 | Líbano |

| Líbano | 0 - 9 | Catar |

| Catar | 4 - 1 | Baréin |

## Grupo 5
Los partidos se jugaron en Irán del 11 al 15 de octubre del 2003.
| País         | Pts | J | G | E | P | GF | GC |
| ------------ | --- | - | - | - | - | -- | -- |
| Irán         | 6   | 2 | 2 | 0 | 0 | 8  | 4  |
| Turkmenistán | 3   | 2 | 1 | 0 | 1 | 6  | 7  |
| Tayikistán   | 0   | 2 | 0 | 0 | 2 | 5  | 8  |

| Irán | 4 - 2 | Tayikistán |

| Tayikistán | 3 - 4 | Turkmenistán |

| Turkmenistán | 2 - 4 | Irán |

## Grupo 6
Los partidos se jugaron en Nueva Deli, India del 1 al 5 de diciembre del 2003.
| País       | Pts | J | G | E | P | GF | GC |
| ---------- | --- | - | - | - | - | -- | -- |
| India      | 4   | 2 | 1 | 1 | 0 | 5  | 1  |
| Nepal      | 4   | 2 | 1 | 1 | 0 | 3  | 1  |
| Afganistán | 0   | 2 | 0 | 0 | 2 | 0  | 6  |

| India | 1 - 1 | Nepal |

| Nepal | 2 - 0 | Afganistán |

| Afganistán | 0 - 4 | India |

## Grupo 7
Los partidos se jugaron en Uzbekistán del 29 de octubre al 2 de noviembre del 2003.
| País       | Pts | J | G | E | P | GF | GC |
| ---------- | --- | - | - | - | - | -- | -- |
| Uzbekistán | 6   | 2 | 2 | 0 | 0 | 10 | 1  |
| Sri Lanka  | 3   | 2 | 1 | 0 | 1 | 4  | 4  |
| Bután      | 0   | 2 | 0 | 0 | 2 | 0  | 9  |

| Uzbekistán | 4 - 1 | Sri Lanka |

| Sri Lanka | 3 - 0 | Bután |

| Bután | 0 - 6 | Uzbekistán |

## Grupo 8
Ambos juegos se hicieron en Bangladés.
| Equipo 1   | Agr. | Equipo 2  | Ida | Vuelta |
| ---------- | ---- | --------- | --- | ------ |
| Kirguistán | 0-3  | Bangladés | 0-1 | 0-2    |

## Grupo 9
Timor Oriental abandonó el torneo.
| Equipo 1  | Agr. | Equipo 2 | Ida | Vuelta |
| --------- | ---- | -------- | --- | ------ |
| Tailandia | 7-1  | Singapur | 4-1 | 3-0    |

## Grupo 10
Los partidos se jugaron en Laos del 28 de noviembre al 2 de diciembre del 2003.
| País     | Pts | J | G | E | P | GF | GC |
| -------- | --- | - | - | - | - | -- | -- |
| Laos     | 6   | 2 | 2 | 0 | 0 | 8  | 0  |
| Myanmar  | 3   | 2 | 1 | 0 | 1 | 3  | 2  |
| Maldivas | 0   | 2 | 0 | 0 | 2 | 0  | 9  |

| Maldivas | 0 - 3 | Myanmar |

| Laos | 6 - 0 | Maldivas |

| Myanmar | 0 - 2 | Laos |

## Grupo 11
Los partidos se jugaron en Vietnam del 11 al 15 de octubre del 2003.
| País      | Pts | J | G | E | P | GF | GC |
| --------- | --- | - | - | - | - | -- | -- |
| Vietnam   | 6   | 2 | 2 | 0 | 0 | 10 | 0  |
| Camboya   | 3   | 2 | 1 | 0 | 1 | 4  | 6  |
| Filipinas | 0   | 2 | 0 | 0 | 2 | 2  | 10 |

| Filipinas | 0 - 6 | Vietnam |

| Camboya | 4 - 2 | Filipinas |

| Vietnam | 4 - 0 | Camboya |

## Grupo 12
Brunéi abandonó el torneo.
| Equipo 1 | Agr. | Equipo 2  | Ida | Vuelta |
| -------- | ---- | --------- | --- | ------ |
| Malasia  | 4-2  | Indonesia | 3-1 | 1-1    |

## Grupo 13
Los partidos se jugaron en Corea del Sur del 11 al 15 de octubre del 2003.
| País          | Pts | J | G | E | P | GF | GC |
| ------------- | --- | - | - | - | - | -- | -- |
| Corea del Sur | 6   | 2 | 2 | 0 | 0 | 28 | 0  |
| Hong Kong     | 3   | 2 | 1 | 0 | 1 | 7  | 12 |
| Guam          | 0   | 2 | 0 | 0 | 2 | 2  | 25 |

| Corea del Sur | 10 - 0 | Hong Kong |

| Hong Kong | 7 - 2 | Guam |

| Guam | 0 - 18 | Corea del Sur |

## Grupo 14
Ambos partidos se hicieron en Corea del Norte.
| Equipo 1 | Agr. | Equipo 2        | Ida | Vuelta |
| -------- | ---- | --------------- | --- | ------ |
| Mongolia | 2-5  | Corea del Norte | 2-4 | 0-1    |

## Grupo 15
Los partidos se jugaron en China del 11 al 15 de octubre del 2003.
| País         | Pts | J | G | E | P | GF | GC |
| ------------ | --- | - | - | - | - | -- | -- |
| China        | 6   | 2 | 2 | 0 | 0 | 30 | 0  |
| China Taipéi | 3   | 2 | 1 | 0 | 1 | 8  | 7  |
| Macao        | 0   | 2 | 0 | 0 | 2 | 0  | 31 |

| China | 23 - 0 | Macao |

| Macao | 0 - 8 | China Taipéi |

| China Taipéi | 0 - 7 | China |

## Clasificados
| - Japón - Kuwait - Omán - Irak | - Catar - Irán - India - Uzbekistán | - Bangladés - Tailandia - Laos - Vietnam | - Malasia - Corea del Sur - Corea del Norte - China |